# Castle Point
Castle Point es un distrito no metropolitano con el estatus de municipio, ubicado en el condado de Essex (Inglaterra). Tiene una superficie de 45,08 km². Según el censo de 2001, Castle Point estaba habitado por 86 608 personas y su densidad de población era de 1921,21 hab/km².